# Vincent Cirelli
Vincent Cirelli é um supervisor de efeitos visuais estadunidense. Foi indicado ao Oscar de melhores efeitos visuais na edição de 2017 pelo filme Doctor Strange. Dentre seus trabalhos reconhecidos, também estão Captain America: The First Avenger, Guardians of the Galaxy e Deadpool.